# Lançargues
Lançargues (en francès Lansargues) és una població occitana del Llenguadoc, situada al departament de l'Erau a la regió d'Occitània.

## Demografia
| Evolució de la població (INSEE) |      |      |      |      |      |      |      |      |
| 1793                            | 1800 | 1806 | 1821 | 1831 | 1836 | 1841 | 1846 | 1851 |
| -                               | -    | -    | -    | -    | -    | -    | -    | -    |

| 1856 | 1861 | 1866 | 1872 | 1876 | 1881 | 1886 | 1891 | 1896 |
| ---- | ---- | ---- | ---- | ---- | ---- | ---- | ---- | ---- |
| -    | -    | -    | -    | -    | -    | -    | -    | -    |

| 1901 | 1906 | 1911 | 1921 | 1926 | 1931 | 1936 | 1946 | 1954 |
| ---- | ---- | ---- | ---- | ---- | ---- | ---- | ---- | ---- |
| -    | -    | -    | -    | -    | -    | -    | -    | -    |

| 1962 | 1968 | 1975 | 1982 | 1990 | 1999 | 2006 | 2011 | 2016 |
| ---- | ---- | ---- | ---- | ---- | ---- | ---- | ---- | ---- |
| 1500 | 1504 | 1380 | 1704 | 2130 | 2491 | -    | -    | -    |

| 2019 | - | - | - | - | - | - | - | - |
| ---- | - | - | - | - | - | - | - | - |
| -    | - | - | - | - | - | - | - | - |

## Llocs i monuments

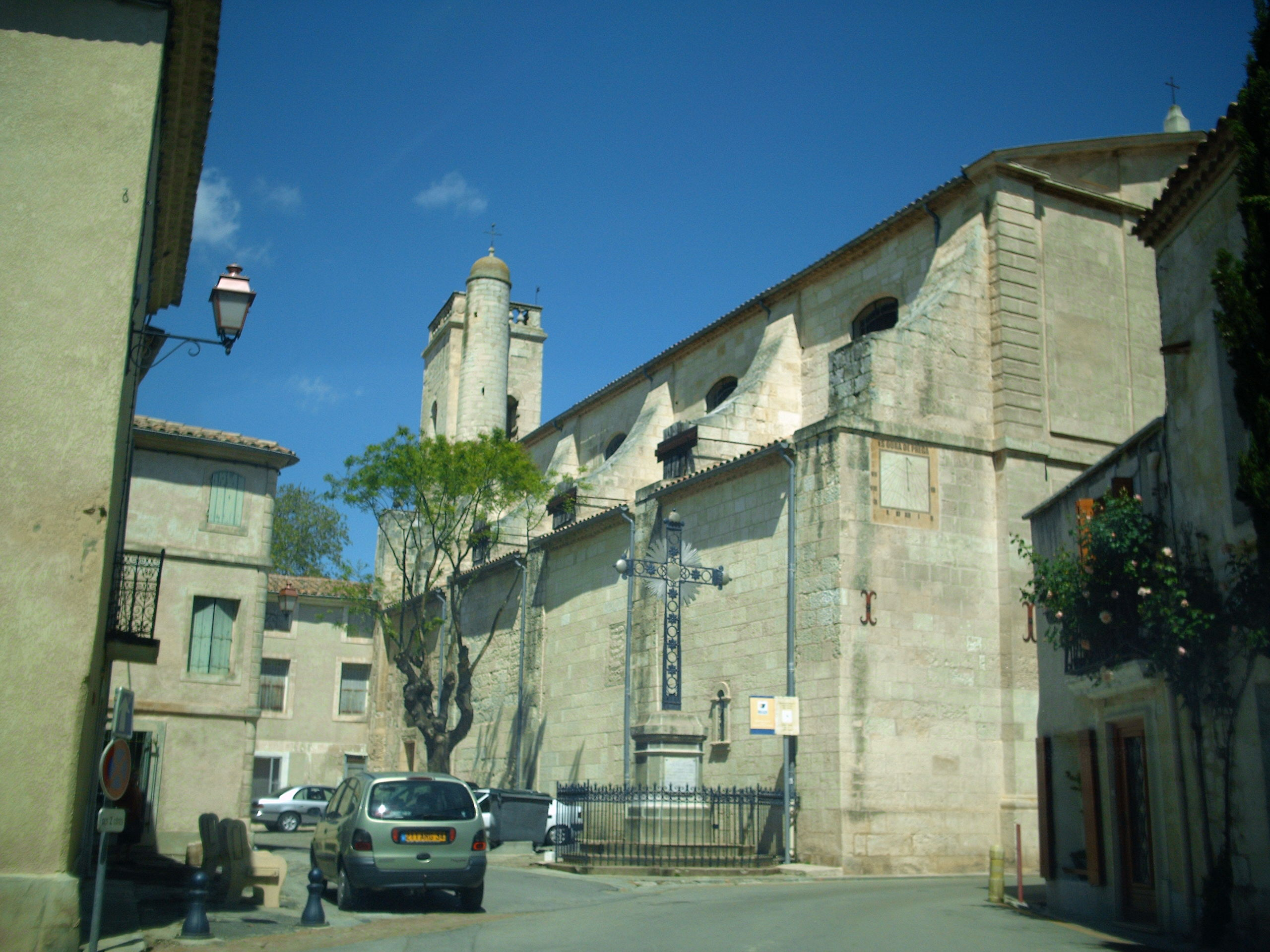
L'església de Saint-Martin

- L'església de Saint-Martin, originària de principis del segle XII
- La plaça de l'ajuntament, sobre l'emplaçament de l'antic mercat
- L'ajuntament, edificat dins dels murs de l'antic mercat, un edifici d'estil baltard construït l'any 1903.
- Les barraques a la vora de l'Estany de l'Hort (Estanh de l'Òrt en occità i traduït malament en francès com a Étang de l'Or)
- Celler cooperatiu, edifici construït en 1917 per recollir el raïm dels nombrosos socis de l'època i procedir a la vinificació